# Ctenotus monticola
Espèce
Synonymes
- Ctenotus hypatia Ingram & Czechura, 1990

Ctenotus monticola est une espèce de sauriens de la famille des Scincidae.

## Répartition
Cette espèce est endémique du Queensland en Australie.

## Étymologie
Le nom spécifique monticola vient du latin monticola, habitant des montagnes, en référence à la distribution de ce saurien.

## Publication originale
- Storr, 1981 : Ten new Ctenotus (Lacertilia: Scincidae) from Australia. Records of the Western Australian Museum, vol. 9, no 2, p. 125-146 (texte intégral).